# 連偉健
連偉健（Teddy Lin Wai Kin，1959年9月15日—），又名連晉，香港演員，現為映藝娛樂公司旗下藝人。

## 背景
連偉健於香港長洲長大，家有八兄弟姊妹，自己排行第六。他的父親是一名雜貨舖東主。連偉健曾於當地就讀國民學校。小學畢業後到父親的店舖打工，之後因名利而任職模特兒（與梁家輝為模特兒訓練班的同學）。他後來被公司說服入讀1981年第十期無綫電視藝員訓練班，與劉德華為同班同學（劉德華讀日校，連偉健讀夜校），畢業後成為無綫電視藝員。此前他的正職為玉石店員工。 他其後改為拍攝錄影帶，再轉投亞洲電視，成為一線主角，及後因亞洲電視減產而轉往馬來西亞的華語電視台及中國內地發展，並改藝名為連晉。
在2001年，連偉健簽約成為劉德華公司的旗下藝人。其接拍公司的第一部電影為《全職殺手》。繼客串由劉德華投資的電影《全職殺手》後，連偉健於2006年再次參演由劉德華投資的普通話電影《瘋狂的石頭》，並以廣東話說出的對白如「頂你個肺」、「你個奸商吖」而成為內地市民的口頭禪。

## 演出作品

### 廣告
- Courbet 古寶XO（1986）
- 麗都花園（1987）

### 電視劇(無綫電視)
- 鱷魚潭（1981）飾 馬根
- 神女有心（1982）
- 男子漢（1982）
- 戲班小子（1982）飾 阿虎
- 將軍抽車（1982）
- 福星高照（1982）
- 天龍八部（1982）飾 李延宗（慕容復）（西夏武士）
- 星塵（1982）飾 大漢
- 射鵰英雄傳之鐵血丹心（1983）飾 木華黎
- 射鵰英雄傳之華山論劍（1983）飾 淨衣派
- 鬼咁夠運（1983）飾舞台設計師
- 警花出更（1983）
- 家有嬌妻（1983）
- 神鵰俠侶（1983）飾 耶律晉
- 決戰玄武門（1984）
- 儂本多情 （1984）飾 李浩佳
- 鹿鼎記（1984）飾 白寒楓
- 秋瑾（1984）

### 電視劇(亞洲電視)
- 時光倒流七十年（1986）
- 幽靈（1987）
- 皇家檔案（1989）飾 郭啟南
- 皇家檔案II（1989）飾 郭啟南
- 皇家檔案III（1989）飾 郭啟南
- 男大當差（1990）
- 大內神捕（1991） 飾 金衣公子
- 江湖密令（1991）
- 爭雄歲月（1991）
- 中華英雄之中華傲訣（1991） 飾 元武
- 香港奇案之錶行大劫案（1991）
- 香港奇案之字母小姐（1992）
- 鐳射劇場之摩登七十二家房客（1992）
- 鐳射劇場之偏門家族（1992）
- 一千靈異夜之血追憶（1992）
- 妙探出租 飾 孟波(私家偵探)（1992）[2][3]
- 馬場風雲（1993）
- 賭神秘笈'93（1993）
- 鐵咀雞與扭紋柴（1993）
- 皇家警察實錄II之鑑證緝兇（1994）
- 將軍阿福（1998）

### 電視劇(香港電台)
- 香港香港：小鴨高飛 飾 阿祖（1983）

### 電視劇(中國大陸)
- 老蒲的春夏秋冬（2011）

### 電影
2015年
- 大话天仙

2012年
- 神馬都是浮雲

2011年
- 夜幕驚魂
- 失控

2010年
- 謀殺章魚保羅
- 越光寶盒

2009年
- 殺人犯
- 建國大業
- 戀愛前規則
- 刺陵
- 新宿事件 飾 太保
- 機動部隊－警例 飾 黃中正

2008年
- 花花型警 飾 林朗

2007年
- 兄弟 飾 喳咋
- 戲王之王

2006年
- 瘋狂的石頭 飾 麥克

2005年
- 再說一次我愛你

2004年
- 2004新紮師兄
- 魔幻廚房
- 龍鳳鬥

2003年
- 野獸特警2003
- 偽鈔的末日

2002年
- 動物凶靈
- 豹在江湖之復仇

2001年
- 全職殺手

1999年
- 垂死一眼
- 犯罪天皇 飾 譚晉安
- 幻影追凶

1994年
- 攞命哥羅芳

1993年
- 拉開鐵幕

1992年
- 字母小姐
- 香港姦殺奇案

1991年
- 雞鴨戀

1990年
- 香港舞男

1989年
- 火爆行動

1986年
- 玫瑰的故事
- 海上花

1985年
- 花女情狂
- 1/2段情

1984年
- 上天救命

1983年
- 發條蘋果

### 其他演出
- 葉倩文《零時十分》MV
- 狂風萬里仇
- 雙龍會

## 外部連結
- 連偉健在香港影庫上的簡介
- 連偉健在豆瓣上的资料（简体中文）